# Division I i ishockey 1951/1952
Division I i ishockey 1951/1952 var den åttonde säsongen med division I som högsta serien inom ishockey i Sverige. Tolv lag deltog i två grupper som spelades som dubbelserier med tio omgångar vardera. I den norra gruppen stred Gävle, Hammarby och AIK om segern. Gävles Godtemplare vann till slut kampen med ett poäng före Hammarby. Nacka lyckades hålla sig kvar i serien på Moras bekostnad. I södra gruppen segrade Södertälje komfortabelt med endast två tappade poäng (som kom i oavgjorda matcher mot Leksand och Djurgården). Leksand överraskade genom att ta tredjeplatsen, men störst förvåning väcktes av att det tidigare storlaget IK Göta åkte ur serien. Efter gruppspelet möttes gruppvinnarna i en seriefinal där södergruppens vinnare, Södertälje SK, vann mot norrgruppsvinnaren Gävle GIK. Svenska mästerskapet ställdes in detta är, på grund av förberedelser inför olympiska vinterspelen 1952 i Oslo.

## Division I Norra
| Nr | Lag                  | S  | V | O | F | GM | IM | MS  | P  |
| -- | -------------------- | -- | - | - | - | -- | -- | --- | -- |
| 1  | Gävle GIK            | 10 | 7 | 2 | 1 | 41 | 19 | +22 | 16 |
| 2  | Hammarby IF          | 10 | 7 | 1 | 2 | 48 | 23 | +25 | 15 |
| 3  | AIK                  | 10 | 6 | 2 | 2 | 52 | 31 | +21 | 14 |
| 4  | Nacka SK             | 10 | 3 | 1 | 6 | 26 | 57 | −31 | 7  |
| 5  | Mora IK              | 10 | 2 | 1 | 7 | 37 | 53 | −16 | 5  |
| 6  | UoIF Matteuspojkarna | 10 | 1 | 1 | 8 | 27 | 48 | −21 | 3  |

## Division I Södra
| Nr | Lag            | S  | V | O | F | GM | IM | MS  | P  |
| -- | -------------- | -- | - | - | - | -- | -- | --- | -- |
| 1  | Södertälje SK  | 10 | 8 | 2 | 0 | 53 | 19 | +34 | 18 |
| 2  | Djurgårdens IF | 10 | 6 | 1 | 3 | 46 | 27 | +19 | 13 |
| 3  | Leksands IF    | 10 | 5 | 1 | 4 | 40 | 38 | +2  | 11 |
| 4  | Forshaga IF    | 10 | 4 | 0 | 6 | 38 | 56 | −18 | 8  |
| 5  | Grums IK       | 10 | 2 | 1 | 7 | 25 | 43 | −18 | 5  |
| 6  | IK Göta        | 10 | 2 | 1 | 7 | 39 | 58 | −19 | 5  |

## Seriefinal
Första matchen spelades i Södertälje och vanns enkelt av sportklubben. Returmatchen i Gävle spelades i ett rejält oväder, men kunde slutföras trots att ymnigt snöfall de två första perioderna. Södertälje vann även denna match och stod som seriesegrare. Då SM var inställt fick de dessutom titeln som inofficiella svenska mästare.
- Södertälje SK-Gävle GIK 4-1
- Gävle GIK-Södertälje SK 2-4